# Perot Systems
Perot Systems byla společnost, poskytující informační technologie, založená v roce 1988 v Planu v Texasu skupinou investorů, vedených Rossem Perotem. Stalo se tak poté, co Ross Perot prodal v červnu 1988 firmu Electronic Data Systems (EDS) společnosti General Motors. Zaměřovala se na B2B služby v řadě segmentů, jako státní správa, výrobní odvětví či finančnictví, ale nejznámější byla v odvětví zdravotnictví pro své služby digitalizace a automatizace zdravotnických záznamů.
Společnost byla uvedena na seznamu Fortune 1000, měla 23 000 zaměstnanců ve 25 zemích a dosáhla obratu 2,8 miliardy dolarů. V roce 2009 byla koupena za 3,9 miliardy dolarů společností Dell jako Dell Services, a Dell Services byla následně koupena v listopadu 2016 společností NTT Data.

## Uznání
Společnost Perot Systems byla v roce 2008 zařazena mezi pět nejlepších společností, které třetí rok po sobě finišovaly, na seznamu „Most Admired Companies in America“ časopisu Fortune za IT služby. Hodnocení společností je založeno na osmi kritériích, od hodnoty investice a kvality produktu či služby po inovace a kvalitu řízení. Podle průzkumu se společnost Dell Services (nástupce Perot Systems) umístila na prvním místě mezi poskytovateli IT na americkém zdravotnickém trhu.